# Foreste pluviali semi-sempreverdi della valle del Brahmaputra
Le foreste pluviali semi-sempreverdi della valle del Brahmaputra sono un'ecoregione dell'ecozona indomalese, definita dal WWF, che si estende attraverso l'India nord-orientale, il Bhutan meridionale e la Birmania settentrionale (codice ecoregione: IM0105).

## Territorio
L'ecoregione copre una superficie di 56.700 km² e comprende la pianura alluvionale del corso superiore del Brahmaputra, che attraversa da est ad ovest lo stato indiano dell'Assam, all'interno del quale è prevalentemente situata (con piccole propaggini che si estendono negli stati dell'Arunachal Pradesh e del Nagaland, nonché nel sud del Bhutan). La valle è incassata tra le montagne dell'Himalaya a nord e le Mizo Hills a sud e quando il fiume inonda la pianura circostante durante il monsone, tra giugno e settembre, la ricopre con uno strato d'acqua che in alcuni punti può raggiungere i 300 cm, trasportando con sé sedimenti che rendono il terreno particolarmente fertile; di conseguenza, la regione viene intensamente coltivata da migliaia di anni. Oltre al Brahmaputra, la pianura è attraversata anche da altri fiumi, tra cui il Manas e il Subansiri.

## Flora
A causa dell'agricoltura intensiva, il manto vegetale originario, costituito da una foresta semi-sempreverde, sopravvive oggi solamente in aree limitate. Tra gli alberi più imponenti della regione ricordiamo specie sempreverdi come Syzygium, Cinnamomum e varie specie di Magnoliacee, che si accompagnano a specie decidue come Terminalia myriocarpa, Terminalia citrina, Terminalia elliptica e alcuni Tetrameles. Lo strato intermedio e il sottobosco sono costituiti da lauracee come Phoebe, Machilus e Actinodaphne, Polyalthia, Aphanamixis e Mesua ferrea, presente anche come specie coltivata, e varie specie di mogano, anacardo, noce moscata, assieme a bambù quali Bambusa arundinaria e Melocanna bambusoides.

## Fauna
Nonostante secoli di disboscamento e sfruttamento della regione, le foreste e le pianure lungo il fiume costituiscono tuttora un rifugio per un gran numero di animali, come la tigre (Panthera tigris), il leopardo nebuloso (Neofelis nebulosa), il presbite dal ciuffo (Trachypithecus pileatus), il gaur (Bos gaurus), il barasinga (Rucervus duvaucelii), l'orso labiato (Melursus ursinus), il bufalo asiatico (Bubalus arnee), la popolazione di elefante asiatico (Elephas maximus) più numerosa dell'India e la popolazione di rinoceronte indiano (Rhinoceros unicornis) più numerosa del mondo, mentre l'orso dal collare (Ursus thibetanus) è presente sulle pendici più elevate dei monti che cingono da ogni lato la valle. La maggior parte di questi mammiferi finora elencati sono specie minacciate o in pericolo di estinzione. Il Brahmaputra forma una barriera naturale per gli spostamenti, e molte specie, come il cinghiale pigmeo (Porcula salvania), la lepre ispida (Caprolagus hispidus), l'orso malese (Helarctos malayanus), il macaco nemestrino settentrionale (Macaca leonina), il presbite dorato (Trachypithecus geei), il macaco orsino (Macaca arctoides) e l'hulok occidentale (Hoolock hoolock), si trovano solamente su una sola sponda del fiume. L'area costituisce un punto dove convergono specie sia di origine indiana che di origine malese. Mammiferi endemici della valle sono il cinghiale pigmeo e la lepre ispida, che popolano le praterie che crescono sulle sponde dei corsi d'acqua.
La valle è inoltre la dimora di una ricca fauna ornitica, ben 370 specie, di cui due endemiche, la quaglietta del Manipur (Perdicula manipurensis) e il garrulo di palude (Pellorneum palustre), e una, il florican del Bengala (Houbaropsis bengalensis), molto rara. Piuttosto comuni sono anche le specie di foresta, come il fagiano kalij (Lophura leucomelanos), il bucero maggiore (Buceros bicornis), il bucero collorossiccio (Aceros nipalensis), il bucero bruno (Anorrhinus austeni), il bucero bianconero orientale (Anthracoceros albirostris), il bucero grigio indiano (Ocyceros birostris), lo speroniere grigio (Polyplectron bicalcaratum) e alcuni tragopani (Tragopan).

## Conservazione

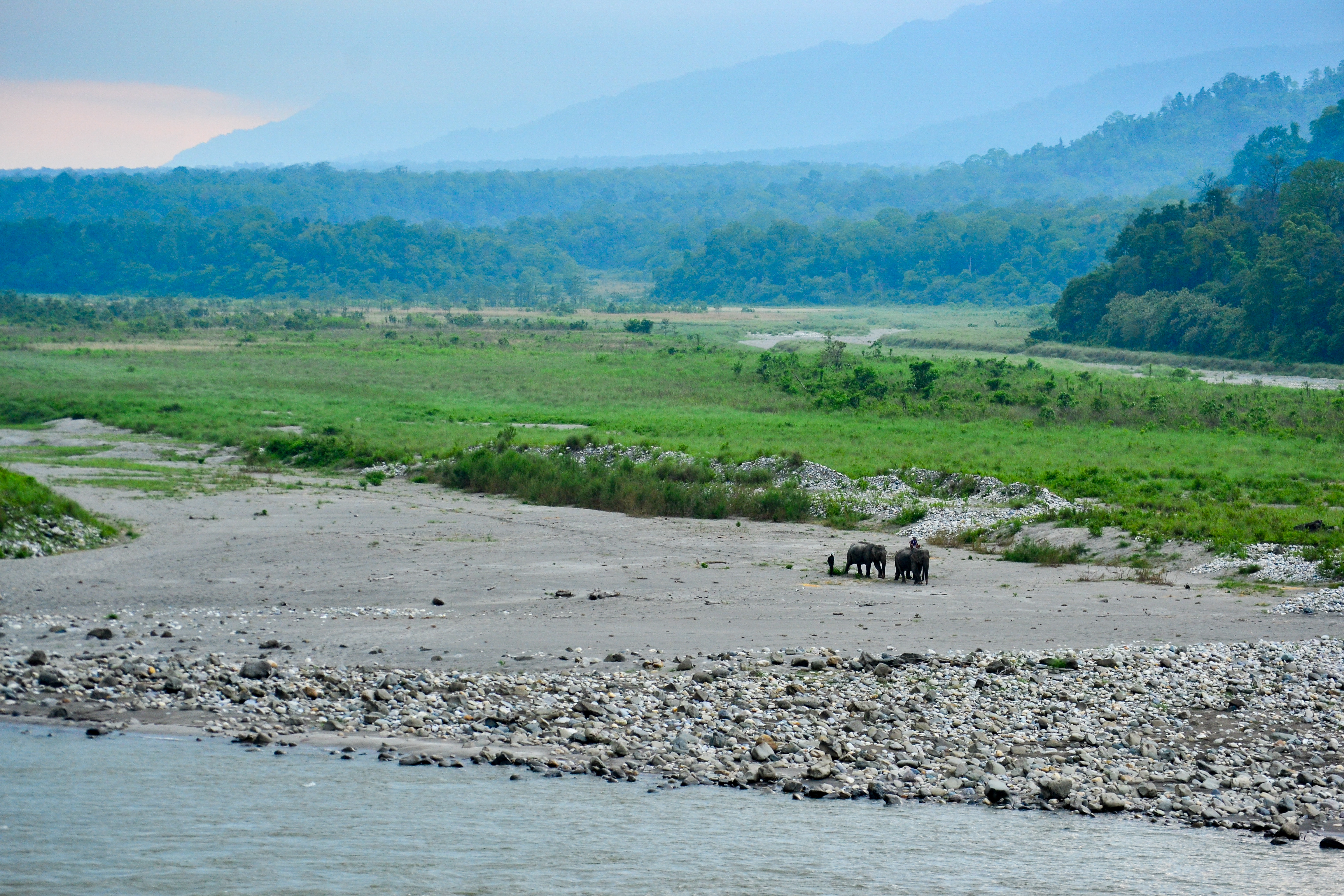
Panorama nel Parco nazionale di Manas

Quest'area è stata densamente popolata per secoli e la maggior parte della valle è stata e continua ad essere utilizzata per l'agricoltura, ma sopravvivono ancora alcune sacche di habitat originario, principalmente all'interno dei parchi nazionali, tra cui i più grandi sono quelli di Manas, Dibru-Saikhowa e Kaziranga in India. In Bhutan, un settore dell'ecoregione ricade all'interno del parco nazionale reale di Manas.

### Aree protette
Nel 1997, il WWF identificava dodici aree protette entro i confini di questa ecoregione, per un totale di 2560 km², vale a dire il 5% della sua superficie complessiva:
- il santuario naturale di Mehao, Arunachal Pradesh  (190 km², che comprende anche parti delle foreste di latifoglie dell'Himalaya orientale e della pineta subtropicale dell'Himalaya);
- il parco nazionale di Manas, Assam (560 km²);
- il santuario naturale di Bornadi, Assam (90 km²);
- il parco nazionale di Kaziranga, Assam (320 km²);
- il parco nazionale di Orang, Assam (110 km²);
- il santuario naturale di Laokhowa, Assam (170 km²);
- il santuario naturale di Pobitora, Assam (80 km²);
- il santuario naturale di Sonai Rupai, Assam (160 km²);
- il parco nazionale di Nameri, Assam (90 km²);
- il parco nazionale di Dibru-Saikhowa, Assam (490 km²);
- il santuario naturale di D'Ering, Arunachal Pradesh (190 km²);
- il santuario naturale di Pabha, Assam (110 km²).